# Intermetamorfose
Intermetamorfose is een vorm van identificatiesyndroom, verwant aan agnosie en wanen. Het belangrijkste symptoom is dat iemand de identiteit van bekenden verwart met de identiteit van andere bekenden of dat iemand het gevoel krijgt voor een ander aangezien te worden. De aandoening treedt op als uiting van een neurologische of psychische aandoening.
Een voorbeeld uit de literatuur is een man die gediagnosticeerd werd met de ziekte van Alzheimer. Na verloop van tijd zag hij zijn vrouw aan voor zijn overleden moeder en later voor zijn zuster. Als verklaring vertelde hij nooit getrouwd geweest te zijn of dat zijn vrouw hem had verlaten. Later zag hij zijn zoon aan voor zijn broer en zijn dochter voor een andere zuster. Dat het niet alleen visuele agnosie of prosopagnosie betrof, bleek uit het feit dat de misidentificatie ook tijdens telefoongesprekken bleef bestaan. Ook zag hij verscheidene malen het ziekenhuis aan voor de kerk waar hij vroeger kwam.
De aandoening werd in 1932 voor het eerst beschreven door P. Courbon en J. Tusques (Illusions d'intermétamorphose et de la charme ).